# Ampelocera hottlei
El cuerillo o Ampelocera hottlei es una especie de árbol perteneciente a la familia Ulmaceae. 

## Descripción
Es un árbol que hasta 30 m de alto; ramitas grises, puberulentas. Hojas ovadas, oblongas a oblongo-elípticas, de 8–19 cm de largo y 4–10 cm de ancho, ápice acuminado, base obtusa a subtruncada o redondeada, enteras, 3-nervias en la base, glabrescentes. Inflorescencias en cimas axilares, de 1–2 cm de largo, con 10–15 flores; raquis hirsuto; cáliz ca 3 mm de largo, persistente en el fruto; estambres 8–10, filamentos delgados, ca 1.5 mm de largo; ovario globoso. Frutos elipsoides a globosos, más o menos simétricos, 8–10 mm de diámetro, densamente velutinos, amarillos.

## Distribución y hábitat
Ocasional en bosques muy húmedos, de la zona atlántica; a una altitud de 120–380 metros; desde México hasta Colombia. 

## Propiedades
En Chiapas, se utiliza la resina del tronco para curar las úlceras de la piel provocadas por la picadura de la mosca chiclera. Con este fin se aplica directamente un buen tanto de trementina que se obtiene raspando la corteza del árbol. Se aconseja cambiar el remedio y lavar la herida diariamente, ésta seca en tres días.

## Taxonomía
Ampelocera hottlei fue descrita por (Standl.) Standl. y publicado en Tropical Woods 51: 11–12. 1937.
Sinonimia
- Celtis hottlei Standl.	[4]